# 華麗舞台
《華麗舞台》（英語：Dark Streets，又譯《黑暗街道》）是一部2008年的美國歌舞劇情片，由瑞秋·山謬斯導演，加布利·曼、碧祖兒·菲莉絲和伊莎貝拉·美高等主演。影片中豐富的藍調音樂由佐治·亞柯尼作曲，B·B·金參與演出。

## 劇情
電影背景設置於令人眼花繚亂的夢幻式1930年代之紐約，戴卓思是個瀟灑浮華的花花公子，他繼承了父親遺留下的全城最熱爆的夜總會，他整日衹沈溺於花天酒地、紙醉金迷的世界之中，身邊環繞著華美的藍調樂和他本人精挑細選的絕色佳人，卓思是每個人羨慕的對象。但夜夜笙歌的他未能繼承家族生意，經營好全市的電力供應，更因頻繁的離奇停電而造成嚴重虧損。一日，一個神祕男子出現，使他開始懷疑父親之死是事有蹺蹊，他誓要找出眞兇，於是開始了對此事的調查，隨著深入的調查，一切証據與疑點都指向堂堂的州長。與此同時，他與夜總會內最誘人的美豔歌手晶晶及神祕又迷人的新移民歌手麥蓮捲入了痛苦的三角戀愛之中。而與他親近的人開始逐一身亡，使得卓思不知所措也難以再相信任何人。漸漸接近眞相的卓思發現自己一直都置身於一連串的謊言與背叛之中。

## 演員
- 加布利·曼 飾 戴卓思 (Chaz Davenport)
- 碧祖兒·菲莉絲（英语：Bijou Phillips） 飾 晶晶 (Crystal)
- 伊莎貝拉·美高（英语：Izabella Miko） 飾 麥蓮 (Madelaine Bondurant)

## 外部連結
- 互联网电影数据库（IMDb）上《華麗舞台》的资料（英文）
- AllMovie上《華麗舞台》的资料（英文）
- 爛番茄上《華麗舞台》的資料（英文）
- 域高娛樂官網上《華麗舞台 （页面存档备份，存于）》的DVD資料 （繁體中文）
- 開眼電影網上《華麗舞台 （页面存档备份，存于）》的資料 （繁體中文）